# Area 6 di Brodmann
L'area 6 di Brodmann è un'area del cervello.

## Uomo
L'area 6 di Brodmann (nell'acronimo inglese BA6) è parte del lobo frontale della corteccia cerebrale nel cervello umano. È situata appena davanti alla corteccia motoria primaria (area 4 di Brodmann) ed è composta dalla corteccia premotoria e al centro dall'area motoria supplementare, o, con l'acronimo inglese, SMA, oggi ulteriormente suddivisa in SMA-propria e area motoria presupplementare (pre-SMA). Questa grande area della corteccia frontale è ritenuta responsabile della regolazione di movimenti complessi e della coordinazione dei movimenti. L'area 6 di Brodmann del cervello umano è anche chiamata area frontale agranulare 6, perché è priva dello strato corticale granulare interno (lamina IV). È una suddivisione della regione precentrale della corteccia cerebrale definita citoarchitettonicamente. Nel cervello umano, è localizzata nella regione della circonvoluzione precentrale che non è occupata dalla area gigantopiramidale 4. La BA6 si estende nelle porzioni caudali della circonvoluzione frontale superiore e della circonvoluzione frontale media. Si sviluppa dal solco del cingolo nella parte mediale dell'emisfero fino a giungere al solco laterale nella parte laterale. È delimitata rostralmente dalla regione frontale granulare e caudalmente dall'area gigantopiramidale 4 (Brodmann, 1909).

## Scimmia
Nel cercopiteco l'area 6 di Brodmann è una porzione del lobo frontale definita cirtoarchitettonicamente. Brodmann considerava quest'area topograficamente e citoarchitettonicamente omologa all'area frontale agranulare 6 del cervello umano, evidenziando come nella scimmia l'area 6 si mostra più piccola della 4, mentre negli umani è l'area 6 la più grande. L'area 6 ha diverse caratteristiche distintive (Brodmann-1905): maggiore spessore rispetto alle altre aree corticali; graduale passaggio dalla corteccia alla sostanza bianca sottocorticale; strati di cellule indistinti; strato interno granulare (IV) assente.

## Immagine

Animazione.
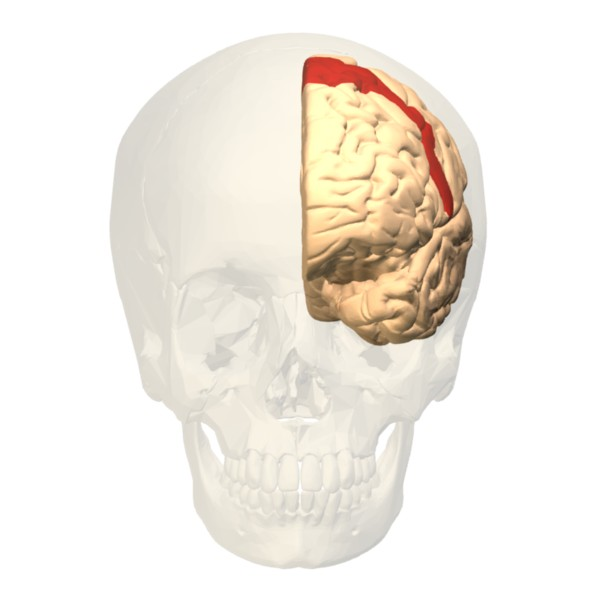
Visione frontale.
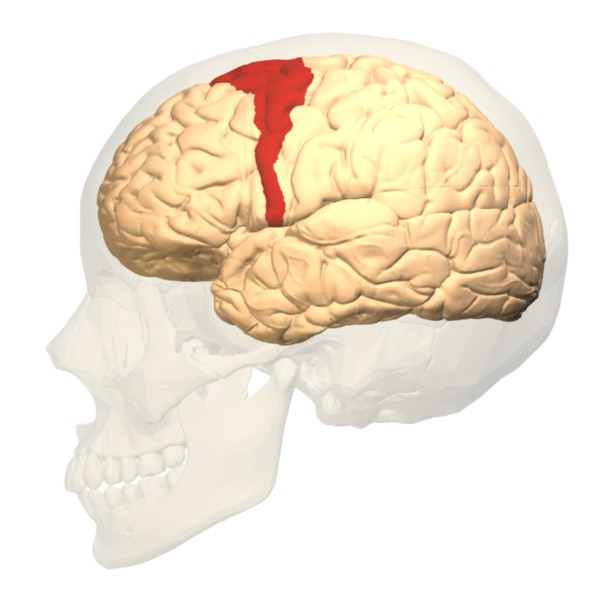
Visione laterale.
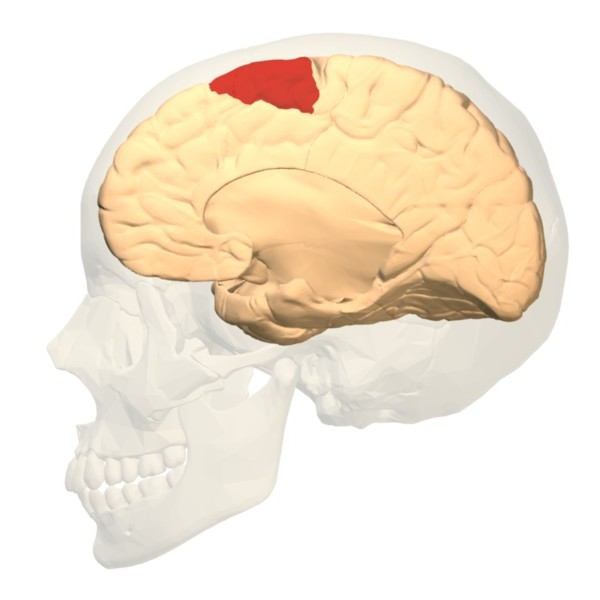
Visione mediale.